# خانية القرم
كانت خانية القرم، والتي سمت نفسها عرش القرم وديشت قبجاق، وعرفت في التأريخ والجغرافيا الأوروبيين القديمين باسم تارتاري الصغرى، ولاية تتارية قرمية وجدت منذ عام 1441 حتى عام 1783، وكانت الخانية التركية التي دامت أطول فترة والتي خلفت خانية القبيلة الذهبية. مع تأسيسها على يدي حاجي الأول جيراي في عام 1441، اعتبرت خانية القرم كأول خلف لخانية القبيلة الذهبية ودشت قبجاق.
في عام 1783، ضمت الإمبراطورية الروسية الخانية، وهو ما شكل خرقًا لمعاهدة كوجوك قينارجة لعام 1774 (التي كانت قد ضمنت عدم تدخل كل من روسيا والإمبراطورية العثمانية في شؤون خانية القرم). ومن بين القوى الأوروبية، لم تعارض سوى فرنسا بصورة علنية هذا الاعتداء، بسبب التحالف الفرنسي العثماني الذي كان قائمًا منذ زمن بعيد.

## الاسم والجغرافيا
أطلق خان القرم، مع اعتبارهم أنفسهم بأنهم الورثة والخلفاء الشرعيون لخانية القبيلة الذهبية ودشت قبجاق، على أنفسهم لقب «القبيلة العظيمة والولاية العظيمة وعرش القرم». كان اللقب الكامل لخان القرم، والذي كان يستخدم في الوثائق الرسمية وفي المراسلات مع الحكام الأجانب، والذي كان يختلف قليلًا من وثيقة إلى أخرى خلال القرون الثلاثة التي حكمت الخانية خلالها، كالتالي: «بفضل ومعونة السيد الأعلى المبارك، الباديشا العظيم للقبيلة العظيمة، والولاية العظيمة، وعرش القرم، وسائر النوغاي، والجبال الشركسية والتاتيون والتافغاتش وسهب كيبشاك وجميع التتار».
وفقًا لأليكسا هايفورونسكي، فإن سكان خانية القرم في التتار القرمية كانوا يشيرون عادة إلى ولايتهم باسم «كيريم يورتو» التي يمكن ترجمتها إلى اللغة الإنجليزية ب «بلاد القرم» أو «البلد القرمي».
عادة ما أطلق كتاب ناطقون باللغة الإنجليزية في القرنين الثامن عشر والتاسع عشر على إقليم خانية القرم وقبيلة نوغاي الأدنى اسم تارتاري الصغرى (أو قسموها إلى جزئي تارتاري القرم وتارتاري كوبا). ميز اسم «تارتاري الصغرى» المنطقة عن منطقة تارتاري (الكبرى)، تلك المناطق في آسيا الشمالية والوسطى التي كانت مأهولة من قبل تتار أو شعوب تركية.
كانت الخانية تضم شبه جزيرة القرم والسهوب المحاذية لها، التي تطابق بمعظمها اليوم أجزاء من أوكرانيا الجنوبية بين نهري دنيبر ودونيتز (بما في ذلك معظم مقاطعة زاباروجيا يومنا هذا، والأجزاء اليسرى من دنيبرو في خيرسون، إضافة إلى أجزاء ثانوية من جنوبي شرق مقاطعة دنيبروبيتروفسك ومقاطعة دونيتسك). شهدت الأراضي التي كانت تحت سيطرة خانية القرم تغيرات طوال فترة وجودها بسبب التوغلات الدائمة من قبل القوزاق، الذين كانوا قد عاشوا على امتداد نهر الدون منذ تفكك خانية القبيلة الذهبية في القرن الخامس عشر. يظهر رسام الخرائط هيرمان مول، الذي كان قد اتخذ من لندن مقرًا له، في خريطة تعود إلى نحو عام 1729 أن « تارتاري الصغرى» كانت تضم شبه جزيرة القرم والسهب بين نهري دنيبر وميوس حتى أقصى الشمال عند منحنى دنيبر ونهر تور العلوي (رافد نهر دونيتس).

## التاريخ

### ما قبل التاريخ
ظهرت أولى الشعوب التركية المعروفة في القرم في القرن السادس، خلال غزو القرم من قبل خاقانية الترك الغربية. في القرن الحادي عشر، ظهر الكومان (الكيبتشاك) في القرم، وأصبحوا في وقت لاحق شعب خانية القبيلة الذهبية وخانية القرم الحاكم والمشكل للدولة. في أواسط القرن الثالث عشر، أصبحت أراضي السهب الشمالي من القرم، التي كانت مأهولة بصورة رئيسية من قبل شعوب تركية (الكومان)، مستعمرة لأولوس جوجي خان، التي كانت تعرف باسم الخانية الذهبية أو أولو أولوس. في تلك الحقبة، تزايد دور الشعوب التركية. وفي نحو تلك الفترة، اتخذ الكيبتشاك المحليون اسم التتار (تاتارلار).
خلال فترة حكم القبيلة، كان خان خانية القبيلة الذهبية الحكام المطلقين للقرم، إلا أن حكامهم، أي أمراءهم، مارسوا سيطرة مباشرة. يعتبر أران تيمور أول حاكم اعترف به بصورة رسمية في القرم، وهو ابن أخ باتو خان من خانية القبيلة الذهبية، الذي حصل على هذه المنطقة من مينغو تيمور، وكانت مدينة كيريم القديمة (سولهات) أول مركز للقرم. انتشر هذا الاسم بصورة تدريجية إلى كامل شبه الجزيرة. وكان الوادي المحاذي لكيرك يير وباكاساراي ثاني مركز للقرم.
كان السكان المتعددون إثنيًا في القرم يضمون في تلك الآونة بشكل رئيسي أولئك الذين كانوا يعيشون في السهوب والتلال السفحية لشبه جزيرة القرم: كيبتشاك (الكومان) ويونان القرم وقوط القرم وألانيون وأرمن، الذين كانوا يعيشون بصورة رئيسية في المدن والقرى الجبلية. كان نبلاء القرم بمعظمهم ينحدرون من الكيبتشاك والقبيلة الذهبية.
كان حكم خانية القبيلة الذهبية مؤلمًا بشكل عام للشعوب التي كانت تسكن في شبه جزيرة القرم. ونظم حكام خانية القبيلة الذهبية بصورة متكررة حملات تأديبية في القرم حين رفض السكان المحليون دفع إتاوة. ومن بين الأمثلة الحملة المعروفة لنوغاي خان في عام 1299، التي أسفرت عن معاناة عدد من مدن القرم. وكما هي الحال في أقاليم أخرى تابعة لحكم خانية القبيلة الذهبية، فسرعان ما بدأت تظهر نزعات انفصالية في القرم.
في عام 1303، في القرم، أقيم أشهر نصب كتب عليه باللغة الكومانية والكيبتشاكية (سمي باللغة الكيبتشاكية «تاتار تيلي») «كوديكس كومانيكوس»، وهو أقدم نصب تذكاري بلغة تتارية القرم ويتمتع بأهمية كبرى لتاريخ لهجتي كيبتشاك وأوغوز، بصفته يرتبط بصورة مباشرة بكيبتشاك سهوب البحر الأسود والقرم.
ثمة أساطير تقول إن القرم دمرت بصورة متكررة، في القرن الرابع عشر، من قبل جيش دوقية ليتوانيا الكبرى. وأن دوق ليتوانيا العظيم ألغيرداس حطم الجيش التتاري في عام 1363 بالقرب من مصب دنيبر، ومن ثم غزا القرم ودمر تاوريس خيرسون واستولى على ممتلكات قيمة للكنيسة هناك. وثمة أسطورة مماثلة حول خلفه فيتاوتاس، الذي شن في عام 1397 حملة القرم إلى كافا، ودمر تاوريس خيرسون مجددًا. واشتهر فيتاوتاس أيضًا في تاريخ القرم بأنه منح ملجأ في دوقية ليتوانيا الكبرى لعدد كبير من التتار واليهود القرائيين، الذين تعيش سلالاتهم اليوم في ليتوانيا وبيلاروسيا. في عام 1399، تعرض فيتاوتاس، الذي أتى لمساعدة خان القبيلة الذهبية توقتمش، لهزيمة على ضفتي نهر فورسكلا من قبل منافس توقتمش تيمور كوتلوك، الذي حكم الأمير إديغو القبيلة الذهبية بالنيابة عنه، وأقام السلام.
خلال حكم كانيك هانيم، ابنة توقتمش، في كيرك أور، أيدت هانيم هاجي جيراي في كفاحه ضد سلالة توقتمش وكيتشي محمدا وسيد أحمد، الذي كان يطالب أيضًا، شأنه شأن هاجي جيراي، بسلطة تامة على القرم وربما رأت فيه خلفًا لها على عرش القرم. في مصادر القرنين السادس عشر والثامن عشر، ساد تمامًا الرأي الذي وفقًا له فإن انفصال ولاية تتار القرم كان قد طرح على توقتمش، وأن كانيك كانت الشخصية الأشد أهمية في هذه العملية.